# Christine Dalnoky
 (novembre 2021).
Si vous disposez d'ouvrages ou d'articles de référence ou si vous connaissez des sites web de qualité traitant du thème abordé ici, merci de compléter l'article en donnant les références utiles à sa vérifiabilité et en les liant à la section « Notes et références ».
Christine Dalnoky, née en 1956, est une architecte paysagiste française.

## Biographie
Christine Dalnoky est diplômée de l'École nationale supérieure des beaux-arts de Paris, de l'École nationale supérieure du paysage de Versailles.
Elle est tout d'abord collaboratrice de Michel Corajoud et d'Alexandre Chemetoff
En 1986, elle est lauréate du concours de l'Académie de France à Rome et pensionnaire à la Villa Médicis de 1986 à 1988.

### L'agence Desvigne & Dalnoky
De retour à Paris en 1988, elle fonde avec Michel Desvigne l'agence de paysage Desvigne & Dalnoky. L'agence travaille principalement pour des collectivités publiques, de grandes entreprises et des agences d'architecture européennes. Les projets et réalisations de l'agence sont régulièrement publiés dans les revues spécialisées internationales.
Ils collaborent avec Renzo Piano sur de nombreux projets (Rue de Meaux, Équerre d'argent[Quoi ?], centre culturel Tjibaou en Nouvelle-Calédonie, aéroport de Kansai (Ōsaka), Bercy, etc.)

### L'atelier de paysage Christine Dalnoky
Depuis 2002, elle continue son activité au sein de l'Atelier de Paysage, fondé avec Patrick Solvet à Gordes dans le Vaucluse.

### Conférences et enseignement
Christine Dalnoky donne de nombreuses conférences en Europe. Après avoir enseigné à l'École nationale supérieure du paysage de Versailles, elle a été professeure invitée au département d'architecture de l'École polytechnique fédérale de Lausanne et chargée de conférence à l'Académie d'architecture de Mendrisio en Suisse. Elle est suppléante chargée d'enseignement à l'Institut d'architecture de l'université de Genève

## Distinctions
- 1987-1988 : Lauréate de l'Académie de France à Rome[1]
- 2000 : médaille d'argent de l'Académie d'architecture de Paris
- 2001 : Prix de la Biennale de paysage de Barcelone en 2001 pour la réalisation du projet d'aménagement de La péninsule de Greenwich à Londres
- Prix FAD 2009 en Espagne pour le parc de l'eau à Saragosse

## Études et réalisations récentes
- 2006 : Mission AMO avec AREP, 10 hectares en mer à Monaco.
- 2006 : Concours pour le parc du Trapèze à Boulogne-Billancourt, architectes DESO associés.
- 2006 : Concours pour le collège international du projet ITER à Manosque, avec Reynaud & Poitevin.
- 2006 : Taptap tower à Miami, tour réalisée par ARM Poitevin & Raynaud (aménagement paysager de 10 000 m2 à Miami). phase esq.
- 2006 : Concours Bayonne tête de pont, création d'un nouveau quartier à Bayonne, avec Buffi.
- 2005 : Mines de Bruoux à Gargas, création d'un site touristique de 7 hectares sur le thème de l'ocre, avec DESO. Phase APD.
- 2004 : Lauréat concours pour le parc de 115 hectares de Exposition universelle de Saragosse 2008 - budget : 80 millions €, mission complète Phase exe.
- 2004 : Métrotech, parc d'activité de 30 hectares à proximité de Saint-Étienne, avec Architecture Studio. Phase exe, fin des travaux 2007[3].
- 2004 : Lauréat concours lycée le Rolliet à Genève, Suisse, avec Prati & Lepori.
- 2003 : Étude de définition pour le SCOT des 38 communes de l'agglomération de Montpellier, avec Gérard Charlet (urbaniste).
- 2003 : Étude d'orientation paysagère pour le réaménagement de la RD7 d'Issy-les-Moulineaux à Meudon, pour le Conseil général des Hauts-de-Seine.
- 2003 : Étude pour l'aménagement du vallon du Croult de La Courneuve à Chantilly, pour l'EPA Plaine de France.
- 2003 : Étude de définition pour l'aménagement du quartier Ville-Port à Saint-Nazaire, avec Bruno Fortier (Grand Prix de l'urbanisme 2002) (étude en cours). Maître d'ouvrage : ville de Saint Nazaire.
- 2003 : Étude de définition pour l'aménagement des terrains du quartier des docks au Havre, avec Bernard Althabegoiti (étude en cours). Maître d'ouvrage : ville du Havre.
- Aménagement paysager des 120 hectares de la péninsule de Greenwich à Londres, avec Richard Rogers et Michel Desvigne (paysagiste associé).
- Aménagement paysager du terminal intermodal de l'aéroport Roissy-Charles-de-Gaulle et réhabilitation des terrasses d'Orly sud, avec Paul Andreu et Michel Desvigne (paysagiste associé).
- Projet d'urbanisme du quartier de la gare de Sagrera (Barcelone), avec Norman Foster.
- Concours pour le stade de France, avec Jean Nouvel.
- Aménagement des espaces extérieurs des trois nouvelles gares TGV : Valence, Avignon, Aix – Marseille (travaux terminés), avec Jean-Marie Dutillheul et Michel Desvigne (paysagiste associé).
- Projet d'urbanisme et de paysage pour le quartier de la Courtine à Avignon, avec Jean-Marie Dutillheul et Michel Desvigne (paysagiste associé).

## Enseignement
- 1985-1995 : Responsable d'un atelier de projet à l'École nationale supérieure du paysage de Versailles
- 1993 : Choisie par les écoles d'art comme « nouveau créateur » dans le cadre de la manifestation organisée par le ministère de la Culture, Nouveaux créateurs, regards d'écoles.
- 1994-1995 : Professeur invitée à l'Institut d'architecture de Genève (Suisse).
- 1997-1999 : Responsable de différents ateliers de projet à l'ENSP de Versailles.
- 1995 : Professeur chargée d'enseignement à l'Institut d'architecture de Genève (Suisse).
- 2000 : Professeur invitée à l'Accademia di Architettura de Mendrisio (Suisse).
- 2002 : Professeur invitée à l'IAU Genève

## Publications
- Éléments de jardins : voyages en Italie, 1986-1988, Sagep, 1989
- Tous ego, l'abécédaire, Christine Dalnoky et Patrick Solvet, Paris, Sens & Tonka, 2004[4]

## Conférences
- Novembre 2006 : Conférence au Musée d'art contemporain de Marseille
- Octobre 2006 : Colloque international « dessiner sur l'herbe » à Venise
- Septembre 2006 : Conférence et Workshop à Naples
- Juin 2006 : Conférence à l'Université IUAV de Venise
- Avril 2006 : Conférence à l'Institut d'architecture Saint-Luc Bruxelles
- Avril 2006 : Conférence à Rimini Cattollica (Italie)
- Mars 2006 : Conférence au COAC de Barcelone
- Février 2006 : Conférence à l'Université de Florence (Italie)
- Février 2006 : Conférence à Ourense Gallice, au palais des congrès
- Novembre 2005 : Conférence au Collège des architectes de Madrid
- août 2005 : Conférence à Beaucaire
- Juin 2005 : Conférence au COAC de Barcelone
- Septembre 2004 : Conférence à Genève, forum la ville en jeu
- Juillet 2004 : Conférence à la mairie de Beaucaire (ateliers d'été du CEVA)
- Juin 2004 : Conférence à l'Université de Barcelone (ETSAB)
- Avril 2004 : Conférence au collège des architectes d'Aragon (Saragosse)
- Octobre 2003 : Conférence à l'école nationale supérieure du paysage de Versailles
- Mars 2003 : Conférence à l'Université d'architecture de Louvain en Belgique
- Novembre 2002 : Conférence à l'école nationale supérieure du paysage de Versailles sur le thème des « voiries urbaines et espaces publics »
- Mai 2002 : Conférence en Suisse à l'hôtel de ville de Genève sur le métier de paysagiste expliqué aux élus.
- Mai 2002 : Conférence à l'École d'architecture de la ville et des territoires à Marne-la-Vallée
- Octobre 2001 : Conférence pour le conseil de l'ordre des architectes de Normandie
- Octobre 2001 : Conférence « vers un observatoire du paysage culturel » au Centre Italo-Allemand, Villa Vigoni Côme, Italie.
- Septembre 2001 : Beaucaire, conférence sur la « réhabilitation urbaine par l'espace public »
- Juin 2001 : Conférence de Vérone en Italie (studio Marco Ardielli)
- Juin 2001 : « Le jardin et la nature dans la cité » à la Saline royale d'Arc-et-Senans
- Avril 2001 : Biennale européenne du paysage de Barcelone
- Janvier 2001 : Conférence à Milan